# William Wyatt Bibb
William Wyatt Bibb, född 2 oktober 1781 i Amelia County i Virginia, död 10 juli 1820 i Alabama, var en amerikansk politiker (demokrat-republikan). Han var den första guvernören i Alabama.
Bibb studerade vid College of William & Mary och University of Pennsylvania. Han avlade 1801 läkarexamen och inledde sin karriär som läkare i Petersburg, Georgia.
Han var ledamot av USA:s representanthus för Georgia 1807–1813 och ledamot av USA:s senat för samma delstat 1813–1816.
Bibb var guvernör i Alabamaterritoriet 1817–1819. Han var territoriets första och sista guvernör. Alabama blev 1819 delstat och Bibb besegrade Marmaduke Williams i det första guvernörsvalet. Bibb fick 8 342 röster mot Williams 7 140. William R. King och John Williams Walker valdes till delstatens två första senatorer.
Bibb avled 1820 i sviterna efter skador han ådrog sig när han föll av sin häst.